# Serema (Ort)
Serema (Seema) ist eine osttimoresische Siedlung im Suco Namolesso (Verwaltungsamt Lequidoe, Gemeinde Aileu).
Die Siedlung liegt auf der Grenze zwischen den Aldeias Serema und Lacabou, in einer Meereshöhe von 1289 m. Es liegt im Osten des aus mehreren Siedlungen zusammengewachsenen Ortes Namolesso, der sich entlang der Hauptstraße des Sucos auch in die westlich gelegenen Aldeias ausdehnt.
Westlich schließt sich an Serema die Siedlung Lacabou an. Südlich liegt das Dorf Gariqai. Folgt man der Hauptstraße nach Osten, kommt man zu den Orten Quiricae/Hautoho und Urbadan.